# Wyspy Australii i Oceanii
Niektóre z zamieszczonych tu informacji wymagają weryfikacji.
Dokładniejsze informacje o tym, co należy poprawić, być może znajdują się w dyskusji tego artykułu.
 Po wyeliminowaniu niedoskonałości należy usunąć szablon {{Dopracować}} z tego artykułu.

## Wyspy u wybrzeżyAustralii
- na Oceanie Indyjskim:
  - Archipelag Dampiera (ang. Dampier Archipelago)
  - Bernier Island
  - Bonaparte Archipelago
  - Buccaneer Archipelago
  - Dirk Hartog Island
  - Houtman Abrolhos
  - Lacepede Islands
  - Rottnest
  - Tasmania
  - Wyspa Barrowa (ang. Barrow Island)
- w Cieśninie Bassa:
  - Furneaux Group
    - Cape Barren Island
    - Wyspa Flindersa (ang. Flinders Island)

  - King Island
- w Wielkiej Zatoce Australijskiej
  - Archipelago of the Recherche
  - Nuyts Archipelago
  - Wyspa Kangura (ang. Kangaroo Island)
  - Investigator Group
- na Morzu Timor
  - Wyspa Melville’a (ang. Melville Island)
  - Bathurst Island
- w Zatoce Karpentaria
  - Groote Eylandt
  - Mornington Island
  - Sir Edward Pellew Group
  - Wellesley Islands
- w Morzu Arafura
  - Croker Island
  - Wessel Islands
- w Cieśninie Torresa:
  - Thursday Island
  - Wyspa Księcia Walii (ang. Prince of Wales Island)
- na Morzu Koralowym
  - Cumberland Islands
  - Curtis Island
  - Hichinbrook Island
  - Magnetic Island
  - Moreton Island
  - North Stradbroke Island
  - Wielka Wyspa Piaszczysta (ang. Fraser Island; Great Sandy Island)
  - Whitsunday Group

## WyspyOceanii

### Mikronezja
- Mariany (Mariany Północne/Guam – USA)
  - Saipan (Mariany Północne)
  - Rota (Mariany Północne)
  - Tinian (Mariany Północne)
  - Farallon de Pajaros (Mariany Północne)
  - Guam (USA)
- Karoliny (Palau/Mikronezja)
  - Tobi (Palau)
  - Helen Island (Palau)
  - Pulo Anna (Palau)
  - Merir (Palau)
  - Palau Island (Palau)
  - Ngulu (Federacja Mikronezji)
  - Yap (Federacja Mikronezji)
  - Ulithi
  - Sorol
  - Faraulep
  - Woleai
  - Gaferut
  - Lamotrek
  - Ului
  - Hall Island
  - Truk
  - Mortlock
  - Oroluk
  - Ponape (Pohnpei)
  - Pingelap
  - Kosrae
- Wake (USA)
- Bokak (Wyspy Marshalla)
- Wyspy Marshalla (Wyspy Marshalla)
  - Wyspy Ralik
    - Bikini
    - Rongelap
    - Enewetak
    - Kwajalein
    - Namorik
    - Jaluit
    - Ebon

  - Wyspy Ratak
    - Bikar
    - Wotje
    - Maloelap
    - Mili
- Nauru
- Banaba (Kiribati)

### Melanezja
- Papua-Nowa Gwinea
  - Archipelag Bismarcka
    - Wyspy Admiralicji
    - Nowa Brytania
    - Nowa Irlandia
    - Nowy Hanower
    - Wyspy Świętego Macieja
    - Karkar

  - Wyspy d’Entrecasteaux
  - Luizjady
  - Wyspy Trobrianda
- Wyspy Salomona (Wyspy Salomona/Papua-Nowa Gwinea)
  - Bougainville (Papua-Nowa Gwinea)
  - Buka (Papua-Nowa Gwinea)
  - Bellona (Wyspy Salomona)
  - Choiseul (Wyspy Salomona)
  - Florida Island
  - Guadalcanal
  - Makira (dawniej San Cristóbal)
  - Malaita
  - Maramasike
  - Nowa Georgia
  - Rennell
  - Russel Islands
  - Santa Isabel
  - Shortland Islands
  - Sikaiana
  - Tulagi
  - Ulawa
  - Uki
- Wyspy Santa Cruz (Wyspy Salomona)
- Nowe Hebrydy (Vanuatu)
  - Ambrym
  - Anatom
  - Aoba
  - Éfaté
  - Erromango
  - Espiritu Santo
  - Hunter (terytorium sporne między Francją a Vanuatu)
  - Wyspy Banksa
  - Wyspy Torresa
  - Maewo
  - Matthew (terytorium sporne między Francją a Vanuatu)
  - Malekula
  - Pentecóte
  - Tanna
- Nowa Kaledonia (Francja)
- Wyspy Lojalności (Francja)
  - Ouvéa
  - Lifou
  - Maré
- Wyspy Fidżi
  - Viti Levu
  - Vanua Levu
  - Wyspy Yasawa
  - Ngau
  - Moturiki
  - Koro
  - Taveuni
  - Wyspy Lau

### Polinezja
- Hawaje (USA)
  - Hawaiʻi
  - Kahoʻolawe
  - Kauaʻi
  - Lānaʻi
  - Maui
  - Molokaʻi
  - Niʻihau
  - Oʻahu
- Wyspy Midway
- Johnson
- Wyspy Line (Kiribati/USA)
  - Palmyra Atoll (USA)
  - Jarvis Island (USA)
  - Kingman Reef (USA)
  - Caroline Island (Kiribati)
  - Flint Island (Kiribati)
  - Kiritimati (Christmas Island) (Kiribati)
  - Malden Island (Kiribati)
  - Starbuck Island (Kiribati)
  - Tabuaeran (Fanning Island) (Kiribati)
  - Teraina (Washington Island) (Kiribati)
  - Tongareva (Penhryn Island) (Kiribati)
  - Vostok Island (Kiribati)
- Baker Island (USA)
- Howland Island (USA)
- Wyspy Feniks (Kiribati)
  - Nikumaroro
  - Orona
  - Rawaki
  - Kanton
- Wyspy Tuvalu (Tuvalu)
  - Nanumea
  - Niutao
  - Vaitupu
  - Funafuti
  - Nukulaelae
- Wallis i Futuna (Francja)
  - Futuna
  - Wallis (archipelag)
- Wyspy Tokelau (Tokelau/Samoa Amerykańskie)
  - Atafu (Tokelau)
  - Nukunonu (Tokelau)
  - Swains Island (Samoa Amerykańskie)
- Wyspy Samoa (Samoa/Samoa Amerykańskie)
  - Savaiʻi (Samoa)
  - Upolu (Samoa)
  - Tutuila (Samoa Amerykańskie)
  - Aunuʻu (Samoa Amerykańskie)
  - Ofu (Samoa Amerykańskie)
  - Olosega (Samoa Amerykańskie)
  - Rose (Samoa Amerykańskie)
  - Taʻū (Samoa Amerykańskie)
- Wyspy Tonga (Tonga)
  - Tongatapu
  - Wyspy Haʻapai
  - Wyspy Vavaʻu
  - Tafahi
- Niue
- Wyspy Cooka
  - Aitutaki
  - Atiu
  - Avarua (Palmerston)
  - Mangaia
  - Manihiki (Humphrey)
  - Manuae
  - Mauke
  - Mitiaro
  - Nassau
  - Pukapuka (Danger)
  - Rakahanga (Reirson)
  - Rarotonga
  - Suwarrow (Anchorage)
  - Takutee
  - Tongareva (Penrhyn)
- Wyspy Tubuai (Polinezja Francuska)
  - Wyspy Maria
  - Rurutu
  - Tubuai
  - Raivavae
- Wyspy Towarzystwa (Polinezja Francuska)
  - Wyspy Na Wietrze
    - Moorea
    - Tahiti
    - Tetiaora
    - Maiao
    - Mehetia

  - Wyspy Pod Wiatrem
    - Bora-Bora
    - Huahine
    - Maupiti
    - Tahaa & Raiatea
    - Tupai
    - Mopelia
    - Manuae
    - Bellinghausen
- Tuamotu (Polinezja Francuska)
  - Rangiroa
  - Fakarava
  - Moruroa
  - Fangataufa
- Wyspy Gambiera (Polinezja Francuska)
  - Mangareva
- Pitcairn (Wielka Brytania)
  - Pitcairn
  - Henderson
  - Oeno
  - Ducie
- Markizy (Polinezja Francuska)
  - Fatu Hiva
  - Hiva Oa
  - Nuku Hiva
  - Tahuata
  - Ua Huka
  - Ua Pou
  - Hatutu

### Nowa Zelandia
- Nowa Zelandia
  - Wyspa Południowa
  - Wyspa Północna
  - Wyspa Stewart
  - Wyspa d’Urville’a
  - Great Barrier
- Wyspy Kermadec (Nowa Zelandia)
  - Macauley Island
  - Raoul Island
- Wyspy Chatham (Nowa Zelandia)
  - Chatham Island
  - Pitt Island